# Eerste Silezische Oorlog
De Eerste Silezische Oorlog (samenhangend met de Oostenrijkse Successieoorlog) was een oorlog tussen Pruisen en Oostenrijk. De oorlog duurde van 13 december 1740 tot 1742.
Aanleiding van de oorlog was een Pragmatieke Sanctie (1713) in Oostenrijk, die bepaalde dat in alle Oostenrijkse erflanden vanaf dan een vrouw op de troon mocht komen. Deze Pragmatieke Sanctie was ingevoerd nadat keizer Karel VI als aartshertog van Oostenrijk geen mannelijke troonopvolger had gekregen, en de opvolging alleen via zijn dochter Maria Theresia kon verlopen.
Amper twee maanden na de troonsbestijging van Maria Theresia viel Frederik II de Grote van Pruisen Silezië binnen en bezette het.
Bij de Voorvrede van Breslau en de definitieve Vrede van Berlijn moest Maria Theresia op 22 juni 1742 afstand doen van een van de belangrijkste gebieden van het koninkrijk Bohemen.
1740-'42: Eerste Silezische Oorlog ·
1740-'48: Oorlog van koning George ·
1741: Slag bij Mollwitz ·
1742: Slag bij Chotusitz ·
1743: Slag bij Dettingen ·
1744: Zeeslag bij Toulon ·
1744-'45: Tweede Silezische Oorlog ·
1744-'48: Eerste Karnataka Oorlog ·
1745: Slag bij Pfaffenhofen ·
1745: Slag bij Fontenoy ·
1745: Slag bij Hohenfriedeberg ·
1745: Slag bij Soor ·
1745: Slag bij Hennersdorf ·
1745: Slag bij Kesselsdorf ·
1746: Beleg van Brussel ·
1746: Slag bij Culloden ·
1746: Slag bij Piacenza ·
1746: Slag bij Rocourt ·
1747: Eerste zeeslag van Kaap Finisterre ·
1747: Slag bij Lafelt ·
1747: Beleg van Venlo ·
1747: Beleg van Bergen op Zoom ·
1747: Aanval op Steenbergen ·
1747: Tweede zeeslag van Kaap Finisterre ·
1748: Beleg van Maastricht ·
1748: Vrede van Aken